# Número primo de Mersenne
| P: Mp es primo —: Mp no es primo Cian: Mersenne lo había planteado Rosa: Mersenne había planteado lo contrario |     |     |     |     |     |     |     |     |
| p | 2   | 3   | 5   | 7   | 11  | 13  | 17  | 19  |
| Mp | P   | P   | P   | P   | —   | P   | P   | P   |
| p | 23  | 29  | 31  | 37  | 41  | 43  | 47  | 53  |
| Mp | —   | —   | P   | —   | —   | —   | —   | —   |
| p | 59  | 61  | 67  | 71  | 73  | 79  | 83  | 89  |
| Mp | —   | P   | —   | —   | —   | —   | —   | P   |
| p | 97  | 101 | 103 | 107 | 109 | 113 | 127 | 131 |
| Mp | —   | —   | —   | P   | —   | —   | P   | —   |
| p | 137 | 139 | 149 | 151 | 157 | 163 | 167 | 173 |
| Mp | —   | —   | —   | —   | —   | —   | —   | —   |
| p | 179 | 181 | 191 | 193 | 197 | 199 | 211 | 223 |
| Mp | —   | —   | —   | —   | —   | —   | —   | —   |
| p | 227 | 229 | 233 | 239 | 241 | 251 | 257 | 263 |
| Mp | —   | —   | —   | —   | —   | —   | —   | —   |

Un número de Mersenne es un número entero positivo M que es una unidad menor que una potencia entera positiva de 2:
{\displaystyle M_{n}=2^{n}-1.}
Un número primo de Mersenne es un número de Mersenne que es primo. Se cumple que todos los números de Mersenne, {\displaystyle M_{n}=2^{n}-1}, que sean primos también tendrán n prima (aunque no toda n prima vale; no es una condición suficiente que n sea prima para que {\displaystyle M_{n}} lo sea). Se denominan así en memoria del filósofo del siglo XVII Marin Mersenne, quien en su Cogitata Physico-Mathematica realizó una serie de postulados sobre ellos que solo pudieron refinarse tres siglos después. También compiló una lista de números primos de Mersenne con exponentes menores o iguales a 257, y conjeturó que eran los únicos números primos de esa forma. Su lista solo resultó ser parcialmente correcta, ya que por error incluyó {\displaystyle M_{67}} y {\displaystyle M_{257}}, que son compuestos, y omitió {\displaystyle M_{61}}, {\displaystyle M_{89}}, y {\displaystyle M_{107}}, que son primos; y su conjetura se revelaría falsa con el descubrimiento de números primos de Mersenne más grandes. No proporcionó ninguna indicación de cómo dio con esa lista, y su verificación rigurosa solo se completó más de dos siglos después.
Al 21 de octubre de 2024, solo se conocen 52 números primos de Mersenne, siendo el mayor de ellos {\displaystyle M_{136279841}}, un número de más de 41 millones de cifras. El número primo más grande conocido en una fecha dada casi siempre ha sido un número primo de Mersenne: desde que empezó la era electrónica en 1951 siempre ha sido así salvo en 1951 y entre 1989 y 1992.

## Propiedades
| Si n es compuesto, entonces Mn es compuesto. |

Demostración
Si n es un número natural, por el teorema del binomio se tiene:
{\displaystyle c^{n}-d^{n}=(c-d)\sum _{k=0}^{n-1}c^{k}d^{n-1-k}},
Tomando {\displaystyle c=2}, {\displaystyle d=1} y {\displaystyle n=ab} (a, b > 1), se tiene:
{\displaystyle M_{n}=M_{ab}=2^{ab}-1=(2^{a})^{b}-1^{b}=(2^{a}-1)\sum _{k=0}^{b-1}(2^{a})^{k}1^{b-1-k}=(2^{a}-1)\cdot \left(1+2^{a}+2^{2a}+2^{3a}+\dots +2^{(b-1)a}\right)}
{\displaystyle 2^{a}-1} es mayor que 1 porque se ha procurado que {\displaystyle a} sea estrictamente mayor que 1, y la suma {\displaystyle 1+2^{a}+2^{2a}+2^{3a}+\dots +2^{(b-1)a}} también lo es. Por tanto, se tiene una factorización de {\displaystyle M_{n}}, así que {\displaystyle M_{n}} es compuesto.
Observación: Por contraposición, si Mn es primo, entonces n es primo. Esto facilita la búsqueda de nuevos números primos de Mersenne Mn, ya que solo hay que comprobar la primalidad de aquellos para los que n es primo.
| Si p es un número primo distinto de 2, cualquier primo q que divida a 2p-1 debe ser uno más que un múltiplo de 2p. Esta proposición también se cumple si {\displaystyle 2^{p}-1} es primo. |

- Ejemplo I: {\displaystyle 2^{5}-1=31} es primo, siendo:

31 = 6 · 5 + 1
- Ejemplo II: {\displaystyle 2^{11}-1=2047=23\cdot 89}, siendo:

23 = 2 · 11 + 1
89 = 8 · 11 + 1
2047 = 186 · 11 + 1
Demostración
Si q es un primo que divide {\displaystyle 2^{p}-1}, entonces {\displaystyle 2^{p}} ≡ 1 (mod q). Por el Pequeño Teorema de Fermat, {\displaystyle 2^{q-1}} ≡ 1 (mod q). Supongamos que p que no divide a q − 1 para llegar a contradicción. Entonces, como p y q − 1 deben ser primos entre sí, una nueva aplicación del Pequeño Teorema de Fermat muestra que {\displaystyle (q-1)^{p-1}} ≡ 1 (mod p). Por tanto, existe un número x ≡ {\displaystyle (q-1)^{p-2}} tal que (q − 1)·x ≡ 1 (mod p), y por tanto un número k tal que (q − 1)·x − 1 = kp.
Como {\displaystyle 2^{q-1}} ≡ 1 (mod q), al elevar ambos lados de la congruencia a la potencia x resulta {\displaystyle 2^{(q-1)x}} ≡ 1, y como {\displaystyle 2^{p}} ≡ 1 (mod q), al elevar ambos lados de esta segunda congruencia a la potencia k resulta {\displaystyle 2^{pk}} ≡ 1. Por tanto, 1≡ {\displaystyle {\frac {2^{(q-1)x}}{2^{pk}}}} ≡ {\displaystyle 2^{(q-1)x-pk}} (mod q). Pero teníamos que (q − 1)x − kp = 1, lo que implica que {\displaystyle 2^{1}} ≡ 1 (mod q); en otras palabras, que q divide 1. Con esto, la premisa inicial de que p no divide q − 1 es insostenible.
Por lo tanto, {\displaystyle q=n\cdot p+1}. Pero, además, este n tiene que ser par, porque {\displaystyle 2^{p}-1} es impar y todos sus divisores deben ser también impares. Como p era un primo impar, la única manera que esto ocurra es que {\displaystyle n=2k} y, finalmente, {\displaystyle q=2kp+1}.
| Si p es un número primo distinto de 2, cualquier primo q que divida {\displaystyle 2^{p}-1} es congruente con {\displaystyle \pm 1{\pmod {8}}}. |

Demostración
{\displaystyle 2^{p+1}=2{\pmod {q}}}, así que {\displaystyle 2^{(p+1)/2}} es una raíz cuadrada de 2 módulo {\displaystyle q}.

Por reciprocidad cuadrática, cualquier módulo primo del cual 2 tenga raíz cuadrada es congruente con {\displaystyle \pm 1{\pmod {8}}}.

## Lista de los números primos de Mersenne conocidos
|  |  |

La siguiente tabla muestra los números primos de Mersenne conocidos:
| #  | n           | Mn                  | N.º de cifras de Mn | Fecha del descubrimiento | Descubridor                          |
| -- | ----------- | ------------------- | ------------------- | ------------------------ | ------------------------------------ |
| 1  | 2           | 3                   | 1                   | antigüedad               | Euclides                             |
| 2  | 3           | 7                   | 1                   | antigüedad               | Euclides                             |
| 3  | 5           | 31                  | 2                   | antigüedad               | Euclides                             |
| 4  | 7           | 127                 | 3                   | antigüedad               | Euclides                             |
| 5  | 13          | 8191                | 4                   | 1456                     | anónimo                              |
| 6  | 17          | 131 071             | 6                   | 1588                     | Cataldi                              |
| 7  | 19          | 524 287             | 6                   | 1588                     | Cataldi                              |
| 8  | 31          | 2 147 483 647       | 10                  | 1772                     | Euler                                |
| 9  | 61          | 2305843009213693951 | 19                  | 1883                     | Pervushin                            |
| 10 | 89          | 618970019…449562111 | 27                  | 1911                     | Powers                               |
| 11 | 107         | 162259276…010288127 | 33                  | 1914                     | Powers                               |
| 12 | 127         | 170141183…884105727 | 39                  | 1876                     | Lucas                                |
| 13 | 521         | 686479766…115057151 | 157                 | 30-01-1952               | Robinson (SWAC)                      |
| 14 | 607         | 531137992…031728127 | 183                 | 30-01-1952               | Robinson (SWAC)                      |
| 15 | 1279        | 104079321…168729087 | 386                 | 25-06-1952               | Robinson (SWAC)                      |
| 16 | 2203        | 147597991…697771007 | 664                 | 07-10-1952               | Robinson (SWAC)                      |
| 17 | 2281        | 446087557…132836351 | 687                 | 09-10-1952               | Robinson (SWAC)                      |
| 18 | 3217        | 259117086…909315071 | 969                 | 08-09-1957               | Riesel                               |
| 19 | 4253        | 190797007…350484991 | 1281                | 03-11-1961               | Hurwitz                              |
| 20 | 4423        | 285542542…608580607 | 1332                | 03-11-1961               | Hurwitz                              |
| 21 | 9689        | 478220278…225754111 | 2917                | 11-05-1963               | Gillies                              |
| 22 | 9941        | 346088282…789463551 | 2993                | 16-05-1963               | Gillies                              |
| 23 | 11 213      | 281411201…696392191 | 3376                | 02-06-1963               | Gillies                              |
| 24 | 19 937      | 431542479…968041471 | 6002                | 04-03-1971               | Tuckerman                            |
| 25 | 21 701      | 448679166…511882751 | 6533                | 30-10-1978               | Noll y Nickel                        |
| 26 | 23 209      | 402874115…779264511 | 6987                | 09-02-1979               | Noll                                 |
| 27 | 44 497      | 854509824…011228671 | 13 395              | 08-04-1979               | Nelson y Slowinski                   |
| 28 | 86 243      | 536927995…433438207 | 25 962              | 25-09-1982               | Slowinski                            |
| 29 | 110 503     | 521928313…465515007 | 33 265              | 28-01-1988               | Colquitt y Welsh                     |
| 30 | 132 049     | 512740276…730061311 | 39 751              | 20-09-1983               | Slowinski                            |
| 31 | 216 091     | 746093103…815528447 | 65 050              | 06-09-1985               | Slowinski                            |
| 32 | 756 839     | 174135906…544677887 | 227 832             | 19-02-1992               | Slowinski y Gage                     |
| 33 | 859 433     | 129498125…500142591 | 258 716             | 10-01-1994               | Slowinski y Gage                     |
| 34 | 1257 787    | 412245773…089366527 | 378 632             | 03-09-1996               | Slowinski y Gage                     |
| 35 | 1398 269    | 814717564…451315711 | 420 921             | 13-11-1996               | GIMPS / Joel Armengaud               |
| 36 | 2976 221    | 623340076…729201151 | 895 932             | 24-08-1997               | GIMPS / Gordon Spence                |
| 37 | 3021 377    | 127411683…024694271 | 909 526             | 27-01-1998               | GIMPS / Roland Clarkson              |
| 38 | 6972 593    | 437075744…924193791 | 2098 960            | 01-06-1999               | GIMPS /                              |
| 39 | 13 466 917  | 924947738…256259071 | 4053 946            | 14-11-2001               | GIMPS / Michael Cameron              |
| 40 | 20 996 011  | 125976895…855682047 | 6320 430            | 17-11-2003               | GIMPS / Michael Shafer               |
| 41 | 24 036 583  | 299410429…733969407 | 7235 733            | 15-05-2004               | GIMPS / Josh Findley                 |
| 42 | 25 964 951  | 122164630…577077247 | 7816 230            | 18-02-2005               | GIMPS / Martin Nowak                 |
| 43 | 30 402 457  | 315416475…652943871 | 9152 052            | 15-12-2005               | GIMPS / Curtis Cooper y Steven Boone |
| 44 | 32 582 657  | 124575026…053967871 | 9808 358            | 04-09-2006               | GIMPS / Curtis Cooper y Steven Boone |
| 45 | 37 156 667  | 202254406…308220927 | 11 185 272          | 06-09-2008               | GIMPS / Hans-Michael Elvenich        |
| 46 | 42 643 801  | 169873516…562314751 | 12 837 064          | 12-04-2009               | GIMPS / Odd M. Strindmo              |
| 47 | 43 112 609  | 316470269…697152511 | 12 978 189          | 23-08-2008               | GIMPS / Edson Smith                  |
| 48 | 57 885 161  | 581887266…724285951 | 17 425 170          | 25-01-2013               | GIMPS / Curtis Cooper                |
| 49 | 74 207 281  | 300376418…086436351 | 22 338 618          | 07-01-2016               | GIMPS / Curtis Cooper                |
| 50 | 77 232 917  | 467333183…762179071 | 23 249 425          | 26-12-2017               | GIMPS / Jonathan Pace                |
| 51 | 82 589 933  | 148894445…217902591 | 24 862 048          | 07-12-2018               | GIMPS / Patrick Laroche              |
| 52 | 136 279 841 | 881694327…486871551 | 41 024 320          | 12-10-2024               | GIMPS / Luke Durant                  |

No se conoce si existen más números primos de Mersenne entre el 49.º (M74.207.281) y el 52.º (M 136279841 ). Por lo tanto, esta tabla es provisional. Por poner un ejemplo histórico, el 29.º número primo de Mersenne fue descubierto después del 30.º y el 31.º.

## Preguntas abiertas
Desmentida la conjetura original de Mersenne (que establecía una lista de números primos de Mersenne menores o iguales que M257 y afirmaba que no existían más que esos), han surgido otras preguntas abiertas relacionadas con la caracterización de estos números. En particular, la conjetura de Bateman, Selfridge y Wagstaff (1989) también recibe el nombre de "Nueva conjetura de Mersenne".

### Nueva conjetura de Mersenne
La Nueva conjetura de Mersenne o Conjetura de Bateman, Selfridge y Wagstaff (Bateman et al. 1989) establece que para cada número natural impar p, si se cumplen las dos primeras de las siguientes condiciones, también se cumple la tercera:
1. p = 2k ± 1 o p = 4k ± 3 para algún número natural k.
2. 2p − 1 es primo (un número primo de Mersenne).
3. (2p + 1) / 3 es primo (un número primo de Wagstaff).

Si p es un número compuesto impar, entonces tanto 2p − 1 como (2p + 1)/3 son compuestos. Por tanto, solo es necesario examinar números primos para verificar esta conjetura.
Se puede pensar que la nueva conjetura de Mersenne es un intento de rescatar la centenaria conjetura original de Mersenne, que se demostró falsa. Sin embargo, según Robert D. Silverman, John Selfridge declaró que la NCM es "obviamente cierta" ya que fue elegida con el fin de encajar en los datos conocidos y los contraejemplos más allá de esos casos son progresivamente más improbables. Se puede considerar más como una observación que como una pregunta abierta en busca de respuesta. Su página web contiene la verificación de los resultados obtenidos hasta este número.

### Conjetura de Lenstra-Pomerance-Wagstaff
Lenstra, Pomerance y Wagstaff han conjeturado que no solo existe un número infinito de primos de Mersenne, sino que el número de primos de Mersenne con exponente p menor que x se puede aproximar asintóticamente por
{\displaystyle e^{\gamma }\cdot \log _{2}(x)},
donde γ es la constante de Euler-Mascheroni y {\displaystyle e^{\gamma }=1,781072417990197\dots }

## Relación con otras categorías de números

### Números perfectos
Euclides, muchos siglos antes que Mersenne, ya conocía estos números y encontró una fuerte relación entre ellos y los números perfectos. Si M es un número primo de Mersenne, entonces M·(M+1)/2 es un número perfecto. Asimismo, Euler demostró en el siglo XVIII que todos los números perfectos pares son de la forma M·(M+1)/2: Teorema de Euclides- Euler. No se conocen en la actualidad números perfectos impares, y se sospecha que no existe ninguno.

### Números dobles de Mersenne
Un número doble de Mersenne se define como:
{\displaystyle M_{M_{p}}=2^{2^{p}-1}-1}
donde p es el exponente de un número primo de Mersenne.

### Números repunit
Los números repunit (del inglés repeated unit, "unidad repetida") son los que, en una base dada, se representan como una cadena de unos. Los números de Mersenne son los números repunit en el sistema binario.